# Heckler & Koch MP5
Heckler & Koch MP5 (Maschinenpistole 5) je samopal ráže 9 × 19 mm Parabellum vyvinutý v 60. letech skupinou konstruktérů v německé zbrojovce Heckler & Koch ve městě Oberndorf am Neckar. Existuje více než 100 variant a klonů MP5, včetně některých poloautomatických verzí. 
MP5 je jedním z nejpoužívanějších samopalů na světě, který přijalo zhruba 40 zemí a řada vojenských, bezpečnostních a zpravodajských organizací. V Severní Americe byl ve velkém používán různými SWAT týmy, i když je v 21. století nahrazován variantami pušky M16. Zbraň je vybavená pevnou, sklopnou (model PDW) nebo vysouvací pažbou (typ SD6, A5, J). Jeho hlavní výhodou je jeho kompaktnost. Používá závěr uzamčený uzamykacími válečky, dosahuje vysoké přesnosti a spolehlivosti, ale použitý systém uzamknutí způsobuje vysokou výrobní náročnost a tím pádem i vysokou cenu zbraně. Zbraň používají české i slovenské speciální jednotky.
V roce 1999 společnost Heckler & Koch vyvinula UMP, nástupce MP5; oba byly v roce 2019 k dispozici, ale UMP už stejné úrovně úspěchu nedosáhl. 
Německá teroristická skupina RAF použila siluetu této zbraně ve svém logu.

## Vývoj

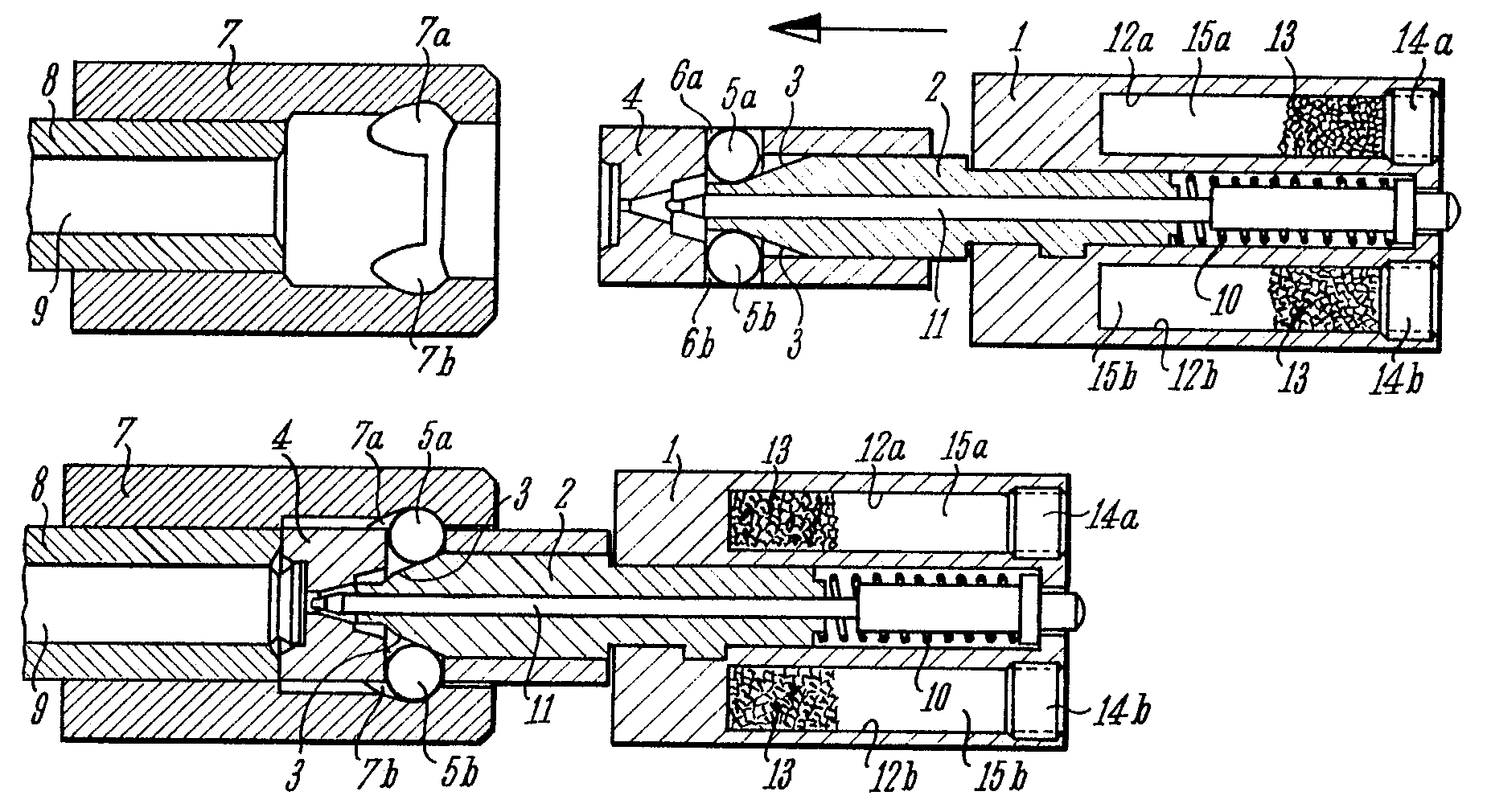
Válečkový mechanismus pochází z prototypů útočných pušek StG 45(M) vyvinutých v Německu na konci druhé světové války.

Samopal MP5 vznikl v roce 1960 ve společnosti Heckler & Koch GmbH, samopal nezapře příbuznost s útočnou puškou G3. Samopal byl na svou dobu revoluční střelbou z uzavřeného závěru a systému uzamčení válečky. Samopal používá náboje ráže 9 mm Luger, ale byla zkonstruována varianta MP5/10 používající výkonnější náboje ráže 10 mm Auto. Vzhledem ke svým parametrům byla zbraň zajímavá pro speciální jednotky.
Zbraň se stala synonymem pro operace speciálních jednotek v budovách. Je používána speciálními jednotkami prakticky po celém světě. Výjimkou jsou jednotky východních zemí používající zbraně vycházející konstrukčně například z AK-47 nebo  rakouské speciální jednotky EKO Kobra a Jagdkommando, které používají Steyr AUG.
Samopal je v současnosti vyráběn mateřskou firmou Heckler & Koch v Oberndorfu. Dále je licenčně vyráběn švýcarskou
zbrojovkou Brüger & Thomet, která také vyrábí pro tuto zbraň předpažbí, opatřené R.I.S. lištami (Rail Interface System), pro montáž příslušenství. Zbraně mohly být doposud vybaveny pouze předpažbím s integrovanou svítilnou. Samopal ve variantě MP5K (kurz – krátký), byl pro potřeby ochrany VIP taktéž zabudován do „střílejícího diplomatického kufříku“. Nevýhodou samopalu je jeho vysoká cena.
V současné době[kdy?] verze MP5A5 nahrazuje ve výstroji pořádkové policie bezpečnostního aparátu Policie České republiky zastaralé útočné pušky Sa vz. 58. PČR má k dispozici MP5A5 v kombinaci se svítilnou a kolimátorem, střelbou dávkami, jednotlivě a tří ranou střelbou (samopaly novější výroby pak dvou ranou), vždy v ráži 9mm Luger, tedy stejná ráže, jako služební zbraně PČR ČZ 75D Compact.

## Konstrukce
Samopal střílí z uzavřeného závěru, používající systém uzamčení válečky. Zde je nevýhodou případná citlivost na druhy použité munice. Napínací páka je umístěna na levé straně zbraně nad předpažbím. Selektor režimu střelby je umístěn v dosahu palce střílející ruky. Zbraň je zásobována ze zásobníku mírně prohnutého tvaru (ve variantě na 10 mm náboje rovného) s kapacitou 15 nebo 30 nábojů. Uvolnění zásobníku probíhá stisknutím páčky umístěné mezi lučíkem a zásobníkovou šachtou směrem k zásobníkové šachtě a vyjmutí zásobníku. Zbraň není vybavena střeleckou pohotovostí. Selektor režimu střelby umožňuje dle variant zbraně volbu režimů:
1. zajištěno
2. jednotlivé výstřely
3. tříranné dávky
4. plně automatická střelba

Zbraň má podobné vlastnosti jako pozdější samopal UMP.

## Varianty

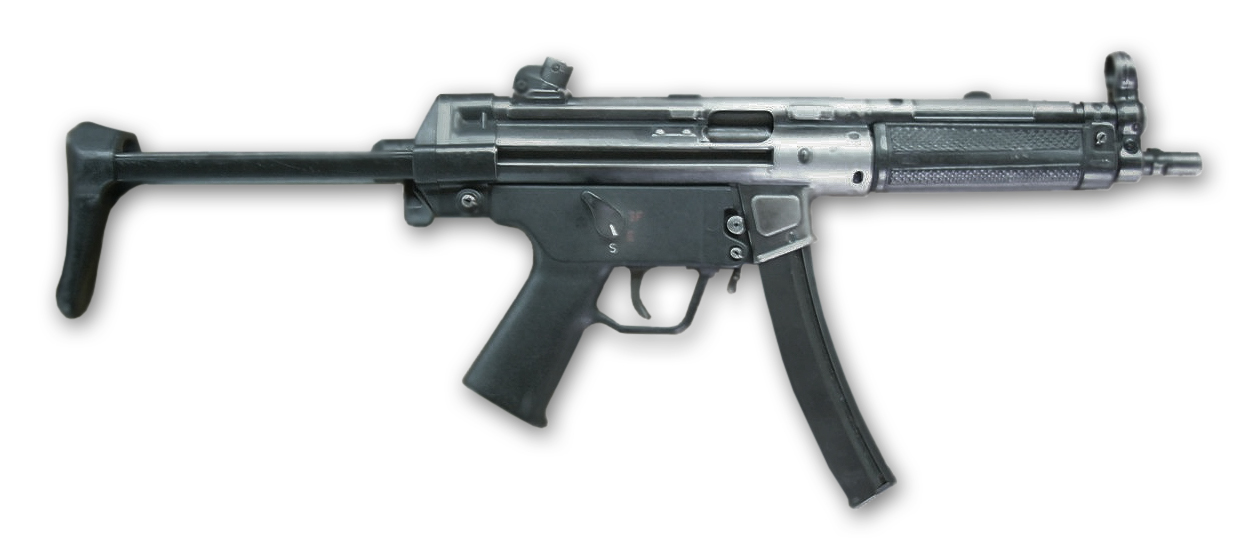
MP5A3 z roku 1976

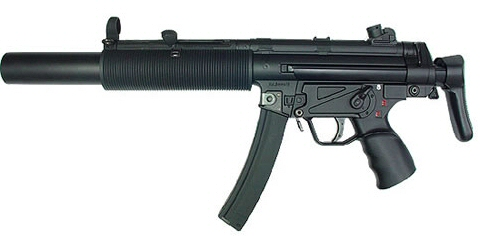
MP5SD3

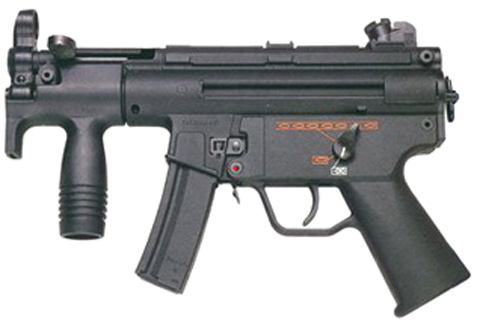
MP5K

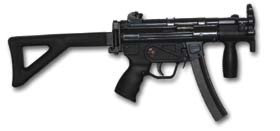
MP5K-PDW

Západoněmecká komunistická teroristická skupina Frakce Rudé armády použila MP5 ve svém emblému.

- HK54: Původní model, který byl vyráběn na začátku 60. let.
- MP5: Mírně modifikovaná verze HK54, poprvé vyvinutá v roce 1966.
  - MP5A1 – varianta bez pažby, selektor umožňuje střelbu plně automatickou / jednotlivými výstřely.
  - MP5A2 – pevná pažba, selektor umožňuje pouze střelbu plně automatickou / jednotlivými výstřely.
  - MP5SFA2 – pevná pažba, poloautomatická varianta MP5A2.
  - MP5A3 – teleskopická ramenní opěrka, selektor umožňuje střelbu plně automatickou / jednotlivými výstřely.
  - MP5SFA3 – teleskopická ramenní opěrka, poloautomatická varianta MP5A3.
  - MP5A4 – pevná pažba, nové provedení těla zbraně, selektor nabízí možnost střelby tří ranými dávkami.
  - MP5A5 – teleskopická ramenní opěrka, nové provedení těla zbraně, selektor nabízí možnost střelby tří ranými dávkami.
  - MP5-N – model vyvinutý speciálně pro U.S. Navy. Má oboustranný selektor.
  - MP5F – model vyvinutý speciálně pro Francouzskou armádu.
- MP5K: Krátká (Kurz) verze vyvinutá v roce 1976. Má zkrácenou 4,5 palce dlouhou hlaveň. Neexistují odvozené modely MP5KA2 nebo MP5KA3 protože nemá pevnou ani teleskopickou ramenní opěrku.
  - MP5K Prototype – varianta bez pažby, Zkrácená MP5A2 s regulérními mířidly a přední rukojetí. Vyvinuta v roce 1976.
  - MP5KA1 – varianta MP5K s hladkým horním povrchem a sníženými mířidly, selektor umožňuje střelbu plně automatickou / jednotlivými výstřely.
  - MP5KA4 – varianta MP5K s regulérními mířidly, selektor nabízí možnost střelby tří ranými dávkami.
  - MP5KA5 – varianta MP5K s hladkým horním povrchem a sníženými mířidly, selektor nabízí možnost střelby tří ranými dávkami.
  - MP5K-N – varianta MP5K v provedení "Navy".
  - MP5K-PDW – Personal Defense Weapon, varianta MP5K-N představená v roce 1991 pro posádky letadel a vozidel speciálních operací. Má sklopnou pažbu, 5 palců dlouhou hlaveň a oboustranný selektor s možností střelby třírannými dávkami.
- MP5SD: Varianta MP5 s integrovaným tlumičem vyvinuta v roce 1974.
  - MP5SD1 – varianta bez pažby, s integrovaným tlumičem zvuku, selektor umožňuje střelbu plně automatickou / jednotlivými výstřely.
  - MP5SD2 – pevná pažba, s integrovaným tlumičem zvuku, selektor umožňuje pouze střelbu plně automatickou / jednotlivými výstřely.
  - MP5SD3 – teleskopická ramenní opěrka, s integrovaným tlumičem zvuku, selektor umožňuje střelbu plně automatickou / jednotlivými výstřely.
  - MP5SD4 – varianta bez pažby, nové provedení těla zbraně, s integrovaným tlumičem zvuku, selektor nabízí možnost střelby tří ranými dávkami.
  - MP5SD5 – pevná pažba, nové provedení těla zbraně, s integrovaným tlumičem zvuku, selektor nabízí možnost střelby tří ranými dávkami.
  - MP5SD6 – teleskopická ramenní opěrka, nové provedení těla zbraně, s integrovaným tlumičem zvuku, selektor nabízí možnost střelby tří ranými dávkami.
  - MP5SD-N1 – teleskopická ramenní opěrka, nerezový KAC tlumič zvuku, provedení "Navy".
  - MP5SD-N2 – pevná pažba, nerezový KAC tlumič zvuku, provedení "Navy".
- MP5/10: varianta zbraně v ráži 10 mm Auto, dostupná v různých konfiguracích pažby a selektoru. Byla vyráběna v letech 1992 až 2000.
- MP5/40: varianta zbraně v ráži .40 S&W, dostupná v různých konfiguracích pažby a selektoru. Byla vyráběna v letech 1992 až 2000.